# Nine Lives (Bonnie Raitt)
Nine Lives è il nono album discografico in studio della cantante statunitense Bonnie Raitt, pubblicato nel 1986.

## Tracce
Lato A
1. No Way to Treat a Lady – 3:52 (Bryan Adams, Jim Vallance)
2. Runnin' Back to Me – 4:16 (Karla Bonoff, Ira Ingber)
3. Who But a Fool (Thief Into Paradise) – 4:23 (Nan O'Byrne, Tom Snow)
4. Crime of Passion – 4:19 (Danny Ironstone, Mary Unobsky)
5. All Day, All Night – 4:01 (Ivan Neville, Hutch Hutchinson, Ronald Jones)

Durata totale: 20:51
Lato B
1. Stand Up to the Night – 4:42 (Will Jennings, J.A,C. Redford, Richard Kerr)
2. Excited – 3:11 (Jerry Williams)
3. Freezin' (For a Little Human Love) – 4:52 (Michael Smotherman)
4. True Love Is Hard to Find – 4:35 (Toots Hibbert)
5. Angel – 4:02 (Eric Kaz)

Durata totale: 21:22

## Formazione
- Bonnie Raitt - voce
- Michael Landau - chitarra
- Dean Parks - chitarra
- Bill Payne - pianoforte, tastiera
- Ira Ingber - chitarra
- Nathan East - basso
- John Robinson - batteria
- Guy Moon - tastiera addizionale
- Leland Sklar - basso
- Carlos Vega - batteria
- Richard Kosinski - tastiera
- David Kitay - chitarra, programmazione
- J. A. C. Redford - tastiera
- Neil Stubenhaus - basso
- Eric Kaz - pianoforte
- Ian Wallace - batteria
- Ray Ohara - basso
- Lenny Castro - percussioni
- Ian McLagan - tastiera
- Russ Kunkel - batteria
- Greg Adams - tromba, flicorno
- Lee Thornburg - tromba, flicorno
- Richard Elliott - sassofono tenore, sax alto
- Emilio Castillo - sassofono tenore
- Stephen Kupka - sassofono baritono
- Max Carl, Rosemary Butler, Christine McVie, Blondie Chaplin, Ivan Neville, Sippie Wallace, Todd Sharp, Stephen Ross - cori